# Chính phủ chuyển tiếp Syria
Chính phủ chuyển tiếp Syria (tiếng Ả Rập: ٱلحُكُوَمَة ٱلانتِقَالِيَّة ٱلسُّورِيَّة, đã Latinh hoá: al-Ḥukūmah al-Intiqāliyyah as-Sūriyyah) là chính phủ lâm thời của Syria, được phe đối lập Syria thành lập vào tháng 12 năm 2024 sau khi chế độ Assad sụp đổ. Ngày 8 tháng 12 năm 2024, vài giờ sau khi Damascus thất thủ, Thủ tướng Mohammad Ghazi al-Jalali đồng ý tiếp tục làm nhiệm vụ trong thời gian bàn giao chính quyền. Ngày 10 tháng 12, ông nhường chức vụ cho Thủ tướng Chính phủ cứu quốc Syria Mohammed al-Bashir.
Ngày 29 tháng 1 năm 2025, Ahmed al-Sharaa được bổ nhiệm làm tổng thống lâm thời tại Hội nghị Chiến thắng Cách mạng Syria ở Damascus. Ngày 13 tháng 3 năm 2025, al-Sharaa ký ban hành hiến pháp lâm thời, ấn định thời kỳ chuyển tiếp năm năm, xác định Sharia là một cơ sở chính của hệ thống pháp luật và cam kết bảo vệ quyền lợi của tất cả các nhóm dân tộc, tôn giáo. Ngày 29 tháng 3 năm 2025, al-Sharaa công bố thành lập chính phủ chuyển tiếp Syria lần 2.

## Bối cảnh
Ngày 27 tháng 11 năm 2024, tổ chức chính trị bán vũ trang Tahrir al-Sham tuyên bố phát động chiến dịch "Răn đe xâm lược" ở phía tây tỉnh Aleppo với sự hỗ trợ của Quân đội Quốc gia Syria, là cuộc tấn công đầu tiên của phe đối lập kể từ lệnh ngừng bắn Idlib vào tháng 3 năm 2020. Ngày 29 tháng 11, Tahrir al-Sham và Các lực lượng Dân chủ Syria chiếm hầu hết thành phố Aleppo sau khi quân chính phủ rút lui. Ngày 30 tháng 11, phe đối lập nhanh chóng tiến quân kiểm soát nhiều thị trấn, làng mạc, sau đó tiến về thành phố Hama ở miền trung Syria. Lực lượng đối lập chiếm Hama vào ngày 5 tháng 12.
Ngày 6 tháng 12, Các lực lượng Dân chủ Syria chiếm thành phố Deir ez-Zor trong một chiến dịch ở phía đông sông Euphrates. Cùng lúc đó, liên minh phiến quân Phòng tác chiến phía Nam và Lữ đoàn Al-Jabal chiếm Daraa và Suwayda trong một chiến dịch phía nam, trong khi Tahrir al-Sham tiến về phía nam hướng tới thành phố Homs. Quân đội Syria Tự do được Hoa Kỳ hậu thuẫn chiếm thành phố Palmyra ở phía đông nam Syria. Ngày 7 tháng 12, Phòng tác chiến phía Nam tiến vào tỉnh Rif Dimashq từ phía nam, cách Damascus 10 kilômét (6,2 mi). Phe đối lập tiến đến vùng ngoại ô của Damascus và đồng thời mở cuộc tấn công vào thành phố Homs.
Ngày 8 tháng 12, Damascus thất thủ trong chiến dịch tấn công của phe đối lập, đánh dấu sự sụp đổ của chế độ toàn trị của gia đình Assad được thành lập sau khi Hafez al-Assad đảo chính lên nắm quyền vào năm 1971. Trước khi liên minh phiến quân Phòng Tác chiến phía Nam tiến vào Damascus, Bashar al-Assad và gia đình của ông bỏ trốn bằng máy bay đến Nga và được cấp quyền tị nạn chính trị. Phe đối lập tuyên bố chiến thắng trên truyền hình nhà nước và Bộ Ngoại giao Nga xác nhận al-Assad đã từ chức và rời khỏi Syria.

## Thành lập
Lãnh đạo Chính phủ cứu quốc Syria Ahmed al-Sharaa tuyên bố rằng Thủ tướng Syria Mohammad Ghazi al-Jalali sẽ tiếp tục làm nhiệm vụ cho đến khi việc bàn giao chính quyền hoàn tất và sẽ không dùng vũ lực để tiếp quản chính quyền. Al-Jalali tuyên bố sẽ ở lại Damascus, bày tỏ hy vọng rằng Syria có thể trở thành "một quốc gia bình thường", có quan hệ ngoại giao với những quốc gia khác và bày tỏ sẵn sàng hợp tác với phe đối lập.
Chủ tịch Liên minh quốc gia các lực lượng cách mạng và đối lập Syria Hadi al-Bahra đề xuất một thời kỳ chuyển tiếp kéo dài 18 tháng phù hợp với Nghị quyết 2254 của Hội đồng Bảo an Liên Hợp Quốc để tạo điều kiện tổ chức bầu cử tự do, công bằng, bao gồm sáu tháng để soạn thảo hiến pháp mới.
Ngày 9 tháng 12 năm 2024, Thủ tướng Chính phủ cứu quốc Syria Mohammed al-Bashir, được giao nhiệm vụ thành lập một chính phủ chuyển tiếp sau khi hội kiến al-Sharaa và al-Jalali để phối hợp bàn giao chính quyền. Ngày 10 tháng 12, al-Bashir được bổ nhiệm làm thủ tướng chính phủ chuyển tiếp. Al-Bashir tuyên bố rằng các đại diện của Chính phủ cứu quốc Syria đã gặp các đại diện của chính phủ al-Jalali để phối hợp bàn giao chính quyền và chính phủ chuyển tiếp sẽ gồm các thành viên Chính phủ cứu quốc Syria.

### Sáp nhập những lực lượng khác
Ngày 11 tháng 12 năm 2024, chính phủ chuyển tiếp bắt đầu đàm phán để giải tán các nhóm vũ trang ở Syria. Rojava tiếp tục duy trì quyền tự chủ sau khi chế độ Assad sụp đổ và Các lực lượng Dân chủ Syria đụng độ với quân đội mới, bao gồm các phe phái cũ của Quân đội Quốc gia Syria. Các lãnh đạo của Phòng tác chiến phía Nam cũng gặp al-Sharaa và bày tỏ sự quan tâm đến "sự phối hợp", "nỗ lực thống nhất" và "sự hợp tác" nhưng không tuyên bố ủng hộ chính phủ chuyển tiếp.
Ngày 18 tháng 12, Liên minh quốc gia các lực lượng cách mạng và đối lập Syria, lãnh đạo của Chính phủ lâm thời Syria, tuyên bố ủng hộ chính phủ chuyển tiếp và kêu gọi triệu tập một hội nghị toàn quốc, thành lập một chính phủ "bao gồm tất cả các nhóm" và "đại diện cho tất cả các thành phần của Syria.
Ngày 29 tháng 12 năm 2024, Ahmed al-Sharaa cho biết đang tiến hành đàm phán sáp nhập Các lực lượng Dân chủ Syria vào Bộ Quốc phòng.
Ngày 30 tháng 1 năm 2025, Abdurrahman Mustafa, người đứng đầu Chính phủ lâm thời Syria ở miền bắc Syria, chúc mừng Ahmed Al-Sharaa trở thành tổng thống và thông báo rằng Chính phủ lâm thời Syria sẽ phục vụ chính phủ chuyển tiếp. Chính phủ chuyển tiếp bắt đầu tiếp quản các khu vực do Chính phủ lâm thời Syria kiểm soát vào tháng 2 và Quân đội Quốc gia Syria bắt đầu sáp nhập vào quân đội của chính phủ chuyển tiếp.
Ngày 12 tháng 2 năm 2025, al-Shaara gặp Chủ tịch Liên minh các lực lượng cách mạng và đối lập quốc gia Syria Hadi al-Bahra, Chủ tịch Ủy ban đàm phán Syria Bader Jamous và thông báo rằng cả hai tổ chức sẽ sáp nhập vào chính phủ mới. Cùng ngày, Bộ trưởng Bộ Ngoại giao Asaad al-Shaibani tuyên bố sẽ thành lập một chính phủ mới vào ngày 1 tháng 3.
Ngày 10 tháng 3 năm 2025, Các lực lượng Dân chủ Syria đồng ý sáp nhập vào chính phủ chuyển tiếp.

### Phụ nữ trong chính phủ chuyển tiếp
Thành phần chính phủ chuyển tiếp ban đầu không có phụ nữ. Ngày 22 tháng 12, nhà hoạt động nhân quyền Aisha al-Dibs được bổ nhiệm làm chủ nhiệm Văn phòng Công tác phụ nữ, thành viên nữ đầu tiên trong chính phủ chuyển tiếp.  Ngày 30 tháng 12, Maysaa Sabreen được bổ nhiệm làm nữ thống đốc đầu tiên của Ngân hàng Trung ương Syria, từng là nữ phó thống đốc đầu tiên dưới chế độ Assad. Ngày 31 tháng 12 năm 2024, chính phủ chuyển tiếp bổ nhiệm Muhsina al-Mahithawi, một nhà hoạt động nữ Druze từng tham gia các cuộc biểu tình chống Assad ở miền Nam Syria, làm thống đốc tỉnh Suwayda.

## Chính sách

### Kinh tế
Ngày 10 tháng 12 năm 2025, Bộ trưởng Bộ Kinh tế và Ngoại thương Basil Abdul Hannan tuyên bố rằng chính phủ chuyển tiếp sẽ chuyển đổi nền kinh tế từ mô hình kinh tế kế hoạch sang mô hình thị trường tự do, tự do hóa xuất nhập khẩu và ưu tiên đầu tư khắc phục thiệt hại của Nội chiến Syria. Các ngân hàng sẽ mở cửa trở lại và nhân viên ngân hàng đã được yêu cầu quay trở lại làm việc. Cuối tháng 1 năm 2025, Hannan tuyên bố rằng chính phủ chuyển tiếp có kế hoạch cắt giảm các quy định, biên chế khu vực công và tư nhân hóa các doanh nghiệp nhà nước.
Bộ Dầu mỏ và Khoáng sản yêu cầu nhân viên quay trở lại làm việc và cho biết đã bổ sung các biện pháp để đảm bảo an toàn.
Bộ Giao thông vận tải cho biết sẽ mở lại không phận Syria và các sân bay quốc tế ở Damascus và Aleppo. Ngày 16 tháng 12, Ngân hàng Trung ương Syria cho phép các nhà nhập khẩu có thể tự tài trợ việc nhập khẩu vật liệu nếu không vi phạm các quy định chống rửa tiền và bãi bỏ giấy phép nhập khẩu hoặc xuất khẩu hàng hóa. Đồng bảng Syria tăng giá, đạt mức 10.000 bảng Syria đổi 1 đô la Mỹ ở một số khu vực do những người di tản ở các vùng phía bắc và người di cư hồi hương, làm tăng lượng tiền ngoại tệ chảy vào. Ngân hàng Trung ương Syria tăng tỷ giá mua vào lên 15.000 bảng Syria đổi 1 đô la Mỹ, 15.760,50 bảng Syria đổi 1 euro và 428,97 bảng Syria đổi 1 lira Thổ Nhĩ Kỳ. Ngày 18 tháng 12, các dịch vụ máy rút tiền tự động và thanh toán điện tử được khôi phục.

### Hành chính
Chính phủ chuyển tiếp tiến hành cải cách hành chính ngay sau khi chiếm Damascus, bao gồm xem xét lại các chức năng của các sở, ban, ngành và giải quyết tình trạng kém hiệu quả của bộ máy hành chính thừa hưởng từ chế độ Assad. Mohammad Yasser Ghazal, một nhà kỹ trị của Chính phủ cứu quốc Syria, được bổ nhiệm làm quyền thống đốc tỉnh Damascus và hiện là chủ tịch hội đồng thành phố Damascus, phụ trách giám sát việc cải tổ chính quyền địa phương.
Tháng 1 năm 2025, chính phủ chuyển tiếp công bố kế hoạch tinh gọn bộ máy nhà nước, bao gồm sa thải một phần ba biên chế khu vực công, cho những người khác nghỉ phép để "đánh giá lại" vị trí việc làm và tăng lương 400% cho những viên chức, công chức còn lại.

### Sửa đổi hiến pháp
Người phát ngôn chính phủ chuyển tiếp cho biết chính phủ chuyển tiếp sẽ đình chỉ hiến pháp, quốc hội trong thời hạn ba tháng và sẽ thành lập một "ủy ban tư pháp và nhân quyền" để xem xét sửa đổi hiến pháp. Al-Sharaa tuyên bố rằng vấn đề chế độ chính trị sẽ lấy ý kiến của các chuyên gia trước khi được đưa ra nhân dân Syria quyết định thông qua bầu cử.
Ngày 29 tháng 12 năm 2024, đài truyền hình Syria TV đưa tin rằng chính phủ chuyển tiếp đang tiến hành công tác chuẩn bị triệu tập Hội nghị toàn quốc gồm 1.200 đại biểu nhằm thành lập ủy ban dự thảo hiến pháp và tổ chức quân đội quốc gia mới trên cơ sở hợp nhất tất cả các phe phái vũ trang, bao gồm Tahir al-Sham. Al-Sharaa tuyên bố rằng có thể mất tới bốn năm để tổ chức bầu cử và trước đó phải tiến hành điều tra dân số.
Ngày 29 tháng 1 năm 2025, al-Sharaa được bổ nhiệm làm tổng thống tại Hội nghị Chiến thắng Cách mạng Syria ở Damascus. Al-Sharaa tuyên bố sẽ ban hành hiến pháp lâm thời trong thời kỳ chuyển tiếp. Người phát ngôn Bộ Tư lệnh Tác chiến Quân sự Hassan Abdel Ghani tuyên bố bãi bỏ hiến pháp cũ, giải tán Đảng Xã hội chủ nghĩa Phục hưng Ả Rập - khu vực Syria, những đảng thành viên khác của Mặt trận Tiến bộ Quốc gia, các phe phái vũ trang, nhóm chính trị, các tổ chức cách mạng và thành lập Hội đồng Lập pháp lâm thời.
Ngày 13 tháng 3 năm 2025, Tổng thống al-Sharaa ký ban hành hiến pháp lâm thời, ấn định thời kỳ chuyển tiếp là năm năm và quy định Sharia là cơ sở chính của hệ thống pháp luật.

### Đối ngoại

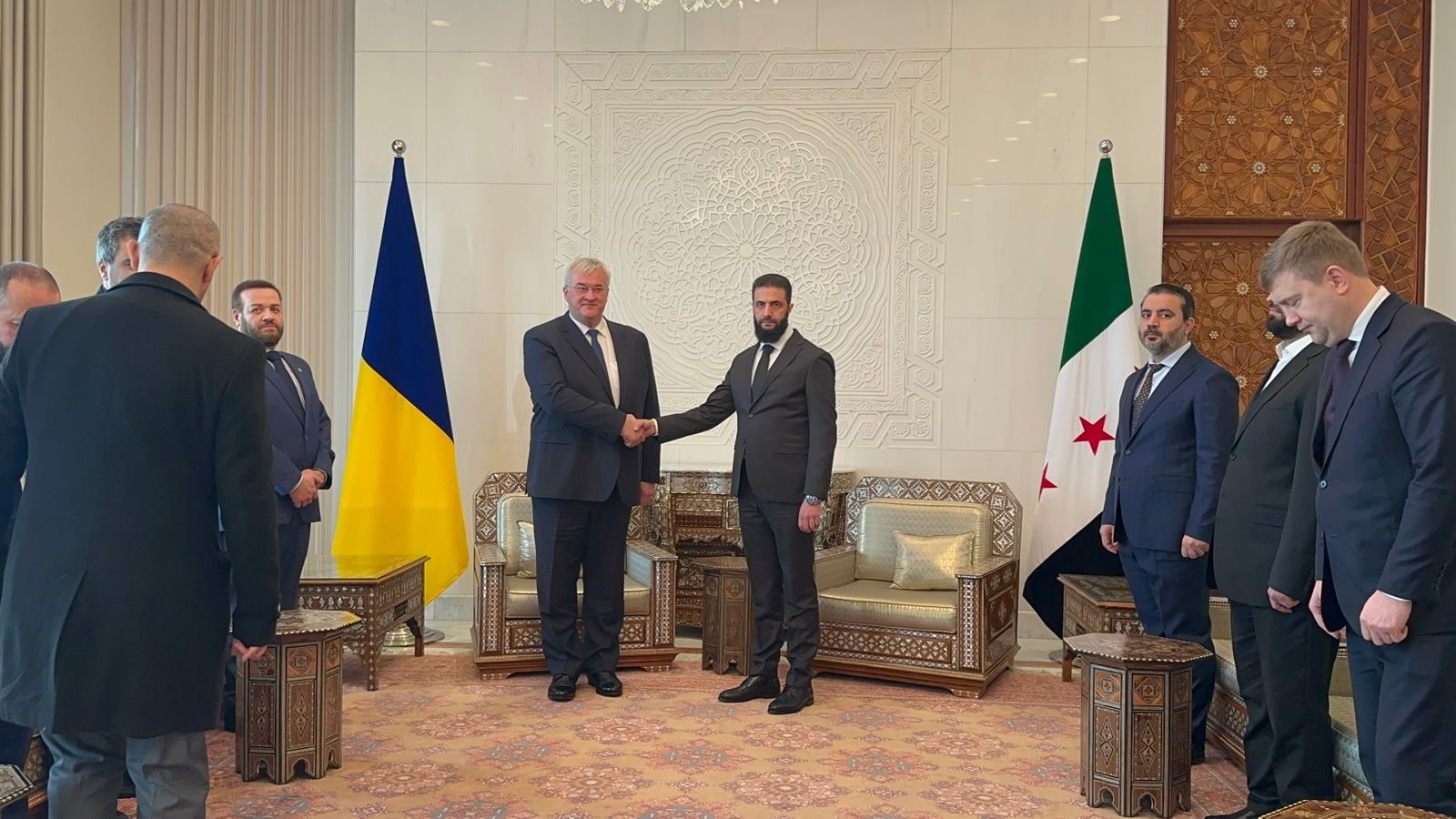
Ahmed al-Sharaa gặp Bộ trưởng Bộ Ngoại giao Ukraina Andrii Sybiha vào ngày 30 tháng 12 năm 2024

Chính phủ Ai Cập, Iraq, Ả Rập Xê Út, các Tiểu vương quốc Ả Rập Thống nhất, Jordan, Bahrain, Oman, Thổ Nhĩ Kỳ, Ý và Pháp mở lại phái bộ ngoại giao ở Syria. Chính phủ chuyển tiếp hội kiến các nhà ngoại giao của Pháp, Đức, Anh và Liên minh châu Âu. Ngày 20 tháng 12 năm 2024, đại diện của chính phủ chuyển tiếp hội kiến các nhà ngoại giao của Hoa Kỳ.
Ngày 15 tháng 12 năm 2024, Belarus, Cộng hòa Dân chủ Nhân dân Triều Tiên và Chính phủ Cộng hòa Abkhazia sơ tán nhân viên đại sứ quán khỏi Syria, trong khi Nga rút một phần nhân sự phái bộ ngoại giao. Tổng thống Ukraina Volodymyr Oleksandrovych Zelenskyy tuyên bố Ukraina đang cân nhắc khôi phục quan hệ với Syria và đề nghị chính phủ chuyển tiếp giảm thiểu ảnh hưởng của Nga tại Syria.
Ngày 1 tháng 1 năm 2025, chính phủ chuyển tiếp cử phái đoàn đầu tiên tới thăm Ả Rập Xê Út, do bộ trưởng Bộ Ngoại giao đứng đầu, bao gồm bộ trưởng Bộ Quốc phòng và Tổng cục trưởng Tổng cục Tình báo Anas Khattab. Chuyến thăm diễn ra trước bối cảnh al-Sharaa tuyên bố rằng Ả Rập Xê Út sẽ có vai trò quan trọng trong tương lai của Syria.

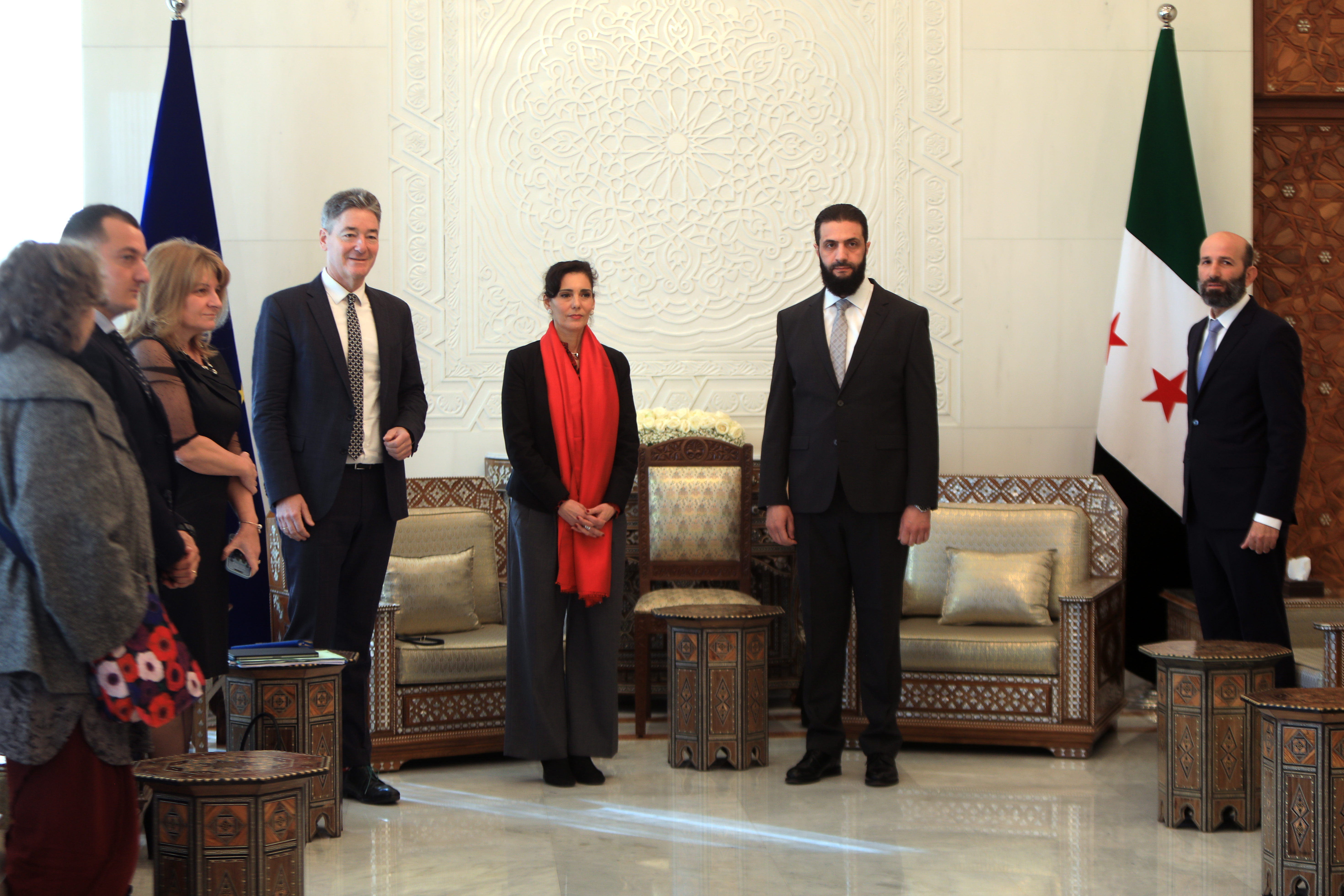
Ahmed al-Sharaa gặp Ủy viên Ủy ban châu Âu Hadja Lahbib ở Syria vào ngày 17 tháng 1 năm 2025

Tháng 1 năm 2025, al-Sharaa hội kiến các bộ trưởng ngoại giao Pháp và Đức. Hai ngoại trưởng bày tỏ mong muốn ủng hộ Syria với điều kiện chính phủ chuyển tiếp kiểm soát chủ nghĩa Hồi giáo, tạo điều kiện cho người Kurd ở Syria, đồng minh của Pháp, tham gia chính phủ, không thực hiện các hành vi trả thù trong dân chúng, nhanh chóng tổ chức bầu cử và không áp đặt tôn giáo trong hệ thống tư pháp hoặc giáo dục. Al-Sharaa bắt tay với Bộ trưởng Bộ Ngoại giao Pháp Jean-Noël Barrot, nhưng không bắt tay với nữ Bộ trưởng Bộ Ngoại giao Đức Annalena Baerbock.
Ngày 2 tháng 2 năm 2025, Ahmed al-Sharaa và Bộ trưởng Bộ Ngoại giao Asaad al-Shaibani đến thăm Ả Rập Xê Út và hội kiến Thái tử Mohammed bin Salman, là chuyến thăm nước ngoài đầu tiên của al-Sharaa kể từ khi chế độ Assad sụp đổ. Ngày 4 tháng 2 năm 2025, al-Sharaa đến thăm Thổ Nhĩ Kỳ và hội kiến Tổng thống Recep Tayyip Erdoğan. Ngày 12 tháng 2 năm 2025, al-Sharaa có cuộc điện đàm với Tổng thống Nga Vladimir Putin, cuộc tiếp xúc đầu tiên giữa Putin và al-Sharaa.
Ngày 8 tháng 12 năm 2024, Israel xâm lược vùng đệm của Lực lượng quan sát rút quân Liên Hợp Quốc tiếp giáp với Cao nguyên Golan, vi phạm Thỏa thuận rút quân giữa Israel và Syria năm 1974.
Ngày 23 tháng 2 năm 2025, Thủ tướng Israel Benjamin Netanyahu yêu cầu chính phủ chuyển tiếp phi quân sự hóa hoàn toàn miền nam Syria ở các tỉnh Quneitra, Daraa, Suweyda và rút quân đội khỏi phía nam Damascus. Ngày 25 tháng 2 năm 2025, chính phủ chuyển tiếp lên án việc Israel chiếm đóng lãnh thổ của Syria và yêu cầu Israel rút quân. Vài giờ sau, Israel tiến hành không kích Damascus và miền nam Syria.

### Quốc phòng
Thủ tướng Mohammed Al-Bashir cho biết các nhóm phiến quân và các sĩ quan đào tẩu của chế độ Assad sẽ tham gia Bộ Quốc phòng. Tư lệnh Tahrir al-Sham Murhaf Abu Qasra cho biết lực lượng vũ trang của Tahrir al-Sham sẽ sáp nhập vào Bộ Quốc phòng và nhấn mạnh rằng chính phủ chuyển tiếp sẽ không cho phép các lực lượng jihad phát động các cuộc tấn công ở Syria. Abu Qasra tuyên bố rằng Tahrir al-Sham sẽ là một trong những nhóm đầu tiên chủ động giải tán lực lượng vũ trang. Ngày 21 tháng 12 năm 2024, Abu Qasra được bổ nhiệm làm bộ trưởng Bộ Quốc phòng. Ngày 24 tháng 12, chính phủ chuyển tiếp tuyên bố đạt được một thỏa thuận với các nhóm đối lập về việc sáp nhập các lực lượng đối lập vào Bộ Quốc phòng, nhưng Các lực lượng Dân chủ Syria không tham gia thỏa thuận.
Ngày 29 tháng 12 năm 2024, Ahmed al-Sharaa công bố thăng hàm đại tá cho 42 cá nhân, thăng hàm chuẩn tướng cho 5 cá nhân và thăng hàm thiếu tướng cho Bộ trưởng Bộ Quốc phòng Murhaf Abu Qasra và Tổng tham mưu trưởng Lực lượng Vũ trang Syria Ali Noureddine al-Naasan. Một số chiến binh người nước ngoài có khuynh hướng jihad được bổ nhiệm vào các vị trí quân sự cấp cao, bao gồm một thành viên của Đảng Hồi giáo Turkistan, bị Liên Hợp Quốc liệt là tổ chức khủng bố.

### Truyền thông
Ngày 1 tháng 1 năm 2025, Bộ trưởng Bộ Thông tin Mohammad al-Omar tuyên bố sẽ đảm bảo quyền tự do báo chí, tự do ngôn luận tại những vùng dưới sự kiểm soát của chính phủ chuyển tiếp.

### Tư pháp
Sau khi Damascus thất thủ, Ahmed al-Sharaa tuyên bố sẽ "truy lùng và trừng phạt" các quan chức cấp cao của chế độ Assad vì đã "tra tấn nhân dân Syria" và treo thưởng cho người cung cấp thông tin về những quan chức phạm tội ác chiến tranh. Sau khi được bổ nhiệm làm tổng thống, al-Sharaa tuyên bố sẽ "truy đuổi những tên tội phạm đã gây đổ máu nhân dân Syria và thực hiện những vụ thảm sát, tội ác".
Đã có hàng trăm báo cáo trên khắp Syria về việc thường dân thuộc giáo phái Alawite và những nhóm tôn giáo thiểu số khác bị Tahrir al-Sham đàn áp, sát hại sau khi chế độ Assad sụp đổ. Ngày 8 tháng 3 năm 2025, tổ chức Trạm quan sát nhân quyền Syria báo cáo rằng lực lượng an ninh, vũ trang ủng hộ chính phủ chuyển tiếp thảm sát hơn 750 thường dân Alawite trong các cuộc đụng độ ở miền tây Syria.

### Giáo dục
Ngày 1 tháng 1 năm 2025, Bộ Giáo dục công bố đề án chương trình học quốc dân mới, bao gồm xóa bỏ mọi nội dung về chế độ Assad và ngừng giảng dạy nội dung về tiến hóa và Vụ Nổ Lớn trong các môn học khoa học. Ngoài ra, đề án chương trình học quốc dân xóa bỏ nội dung về những nhóm dân tộc, tôn giáo ở Syria cổ đại, ví dụ như người Aram, người Canaan, tôn giáo Canaan và tôn giáo Lưỡng Hà cổ đại, vai trò của phụ nữ trong lịch sử Syria, bình đẳng giới và tuyên bố Nữ hoàng Zenobia là một "nhân vật hư cấu". Đề án chương trình học có những nội dung mới về Hồi giáo, bao gồm thay thế cụm từ "Bảo vệ quốc gia" bằng "Bảo vệ Allah", "Con đường hướng thiện" bằng "Con đường Hồi giáo", "những kẻ bị nguyền rủa và lạc lối" bằng "người Do Thái và Kitô hữu".

## Thành viên

### Chính phủ Mohammad al-Bashir
Ngày 16 tháng 12 năm 2024, Thủ tướng Mohammad al-Bashir cho biết các bộ trưởng trong Chính phủ cứu quốc Syria sẽ tạm thời đảm nhận chức vụ tương ứng trong chính phủ chuyển tiếp.
| Cơ quan                                    | Thủ trưởng                    | Nhậm chức            | Mãn nhiệm           | Đảng phái | Đảng phái           | Tham khảo       |
| ------------------------------------------ | ----------------------------- | -------------------- | ------------------- | --------- | ------------------- | --------------- |
| Thủ tướng                                  | Mohammed al-Bashir            | 10 tháng 12 năm 2024 | 29 tháng 3 năm 2025 |           | Tahrir al-Sham      | [ 99 ]          |
| Bộ Phát triển hành chính                   | Fadi al-Qassem                | 10 tháng 12 năm 2024 | 29 tháng 3 năm 2025 |           | Tahrir al-Sham      | [ 46 ]          |
| Bộ Nông nghiệp và Cải cách ruộng đất       | Mohammed al-Ahmed             | 10 tháng 12 năm 2024 | 29 tháng 3 năm 2025 |           | Tahrir al-Sham      | [ 45 ]          |
| Bộ Truyền thông và Công nghệ thông tin     | Hussein al-Masri              | tháng 12 năm 2024    | Đương nhiệm         |           | Chính khách độc lập | [ 100 ]         |
| Bộ Quốc phòng                              | Murhaf Abu Qasra              | 21 tháng 12 năm 2024 | 29 tháng 3 năm 2025 |           | Tahrir al-Sham      | [ 101 ]         |
| Bộ Kinh tế và Ngoại thương                 | Basel Abdul Hannan            | 10 tháng 12 năm 2024 | 29 tháng 3 năm 2025 |           | Tahrir al-Sham      | [ 52 ] [ 45 ]   |
| Bộ Giáo dục                                | Nazir al-Qadri                | 10 tháng 12 năm 2024 | 29 tháng 3 năm 2025 |           | Tahrir al-Sham      | [ 46 ]          |
| Bộ Awqaf                                   | Hussam Haj Hussein            | 10 tháng 12 năm 2024 | 29 tháng 3 năm 2025 |           | Tahrir al-Sham      | [ 46 ]          |
| Bộ Điện lực                                | Omar Shaqrouq                 | 10 tháng 12 năm 2024 | 29 tháng 3 năm 2025 |           | Tahrir al-Sham      | [ 102 ]         |
| Bộ Tài chính                               | Mohammed Abazaid              | tháng 12 năm 2024    | 29 tháng 3 năm 2025 |           | Chính khách độc lập | [ 103 ]         |
| Bộ Ngoại giao và Kiều bào                  | Asaad al-Shaibani             | 21 tháng 12 năm 2024 | Đương nhiệm         |           | Tahrir al-Sham      | [ 104 ]         |
| Tổng cục Tình báo                          | Anas Khattab                  | 26 tháng 12 năm 2024 | 29 tháng 3 năm 2025 |           | Tahrir al-Sham      | [ 105 ] [ 106 ] |
| Tổng cục Hải quan                          | Qutaiba Ahmed Badawi          | tháng 12 năm 2024    | 29 tháng 3 năm 2025 |           | Tahrir al-Sham      | [ 107 ]         |
| Bộ Giáo dục bậc cao và Nghiên cứu khoa học | Abdel Moneim Abdel Hafez      | 10 tháng 12 năm 2024 | 29 tháng 3 năm 2025 |           | Tahrir al-Sham      | [ 45 ]          |
| Bộ Thông tin                               | Mohammad al-Omar              | 10 tháng 12 năm 2024 | 29 tháng 3 năm 2025 |           | Tahrir al-Sham      | [ 45 ]          |
| Bộ Y tế                                    | Maher al-Sharaa (quyền)       | 16 tháng 12 năm 2024 | 29 tháng 3 năm 2025 |           | Tahrir al-Sham      | [ 108 ]         |
| Bộ Nội vụ                                  | Ali Keda                      | 19 tháng 1 năm 2025  | 29 tháng 3 năm 2025 |           | Tahrir al-Sham      | [ 109 ]         |
| Bộ Nội thương và Bảo vệ người tiêu dùng    | Maher Khalil al-Hasan (quyền) | 10 tháng 12 năm 2024 | 29 tháng 3 năm 2025 |           | Chính khách độc lập | [ 110 ]         |
| Bộ Tư pháp                                 | Shadi al-Waisi                | 10 tháng 12 năm 2024 | 29 tháng 3 năm 2025 |           | Tahrir al-Sham      | [ 46 ]          |
| Bộ Chính quyền địa phương và Môi trường    | Mohamed Muslim                | 10 tháng 12 năm 2024 | 29 tháng 3 năm 2025 |           | Tahrir al-Sham      | [ 46 ]          |
| Bộ Dầu mỏ và Khoáng sản                    | Ghiyath Diab                  | tháng 12 năm 2024    | 29 tháng 3 năm 2025 |           | Chính khách độc lập | [ 111 ]         |
| Bộ Giao thông vận tải                      | Bahaa Aldeen Shurm            | tháng 12 năm 2024    | 29 tháng 3 năm 2025 |           | Chính khách độc lập | [ 112 ]         |
| Bộ Thủy lợi                                | Osama Abu Zaid                | tháng 12 năm 2024    | 29 tháng 3 năm 2025 |           | Chính khách độc lập | [ 113 ]         |
| Chủ nhiệm Văn phòng Công tác phụ nữ        | Aisha al-Dibs                 | 22 tháng 12 năm 2024 | 29 tháng 3 năm 2025 |           | Chính khách độc lập | [ 48 ]          |